# 참매 1호기

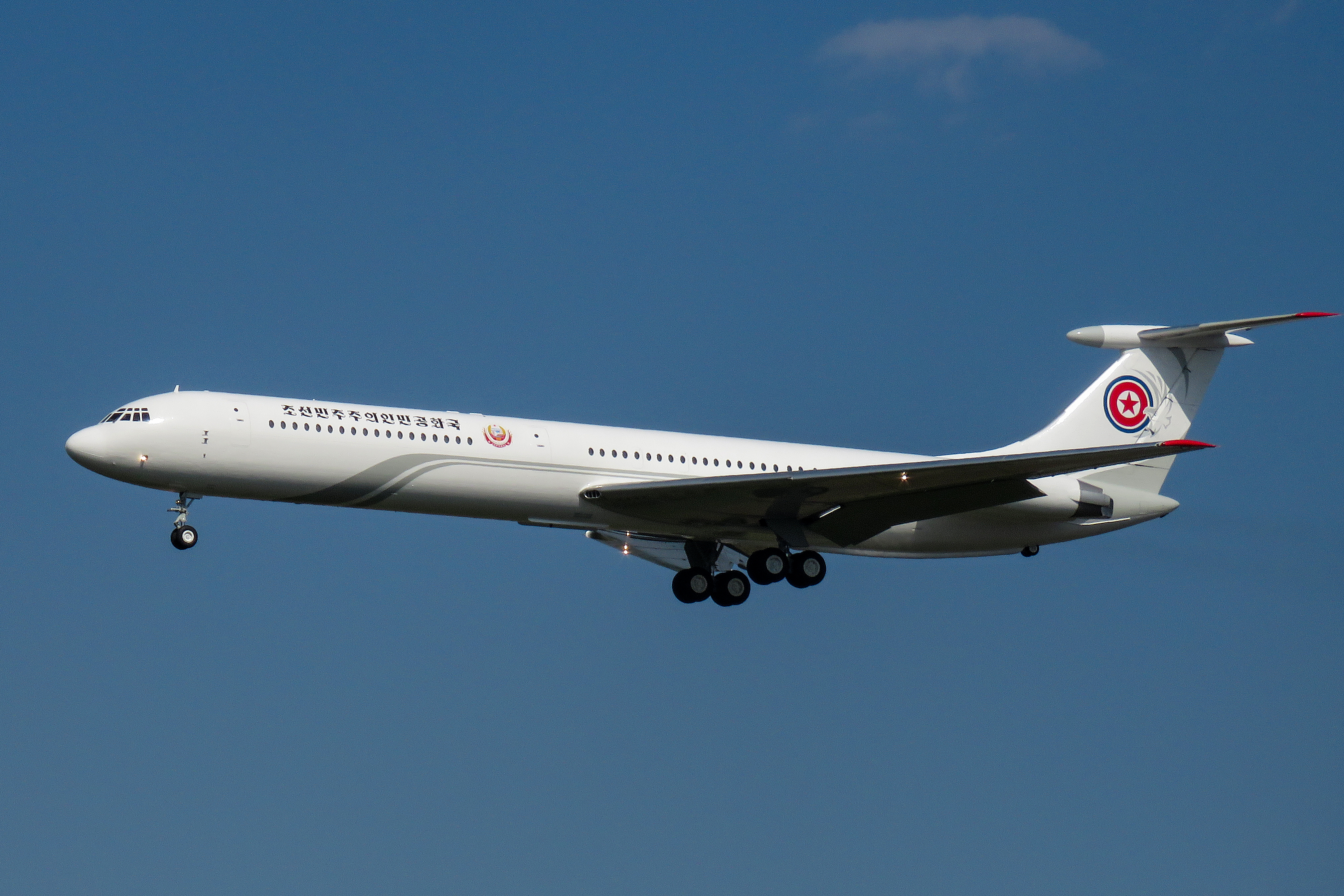
참매 1호기(2018년)

참매 1호는 북한의 국가원수의 전용기이다. 기종은 소련 일류신 설계국이 제작한 여객기 Il-62M이며 참매 2호기와 함께 운용한다. 이름은 2015년 7월 31일 노동신문 보도에서 처음으로 공개되었다. 참매는 북한의 국조이다. 참매 1호기는 중소형 크기로 장거리 운항에는 한계가 있다. 
2014년 5월 9일 열린 조선인민군 항공 및 반항공군 비행지휘성원들의 전투비행술경기대회에 김정은과 리설주 부부가 참석한 것을 북한 언론이 보도하면서 처음 알려졌다. 김정일은 Il-62 기종이 아닌 보잉 757이나 A310같은 서방 기체를 구입해 전용기로 사용하려 했으나 대북 제재로 인하여 구입하지 못하고 기존의 Il-62를 사용하게 되었다.
고려항공 소속 VIP수송용 기체로, 해당 기체의 개발년도는 1974년으로 상당히 노후화된 기종이다. 고려항공은 총 5대를 보유중이며 그 중 2대를 VIP기로 사용하는 것으로 보인다. 북미싱가포르정상회담 때 김정은 국무위원장이 참매 1호기를 국외적으로 이용한 바 있다.

## 같이 보기
- 고려항공
- Il-62M